# Jacoba Haas
Jacoba Haas (Amsterdam, 17 april 1946 – aldaar, 30 juli 2018) was een Nederlandse kunstschilderes die als autodidact vele stijlen beheerste, maar zich vooral richtte op het surrealisme.

## Leven
Haas werd in 1946 geboren uit een gezin van drie leden. Haar vader was een antiekhandelaar met een winkel aan de hoek van de Nieuwe Keizersgracht en de Weesperstraat. Haas leerde in haar jeugd de surrealistische kunstschilder Willem Wagenaar kennen die regelmatig de antiekwinkel van haar vader bezocht. Rond 1955 werd haar moeder ernstig ziek en werd Haas in het Heilige Geest weeshuis kindertehuis in Leiden opgenomen waar ze drie jaar heeft doorgebracht. Dit kindertehuis kende een wreed regiem, zo werd ze op haar verjaardag opgesloten in een bezemkast en na twee dagen vrijgelaten, men had haar vergeten. Op haar 13e kon ze weer terugkeren naar haar vader. Op haar 15e ging Haas zelfstandig wonen en begon toen met portrettekenen in Amsterdam om de kost te verdienen.
Haas wilde al vroeg kunstschilder worden, daarom trok ze op 17-jarige leeftijd naar het artistiek centrum van Parijs waar ze portretten tekende op de Place du Tertre en ze de ateliers van de Académie de la Grande Chaumière bezocht. Halverwege de jaren zestig meldde ze zich aan bij de Gerrit Rietveld Academie, waar ze werd afgewezen. Na de afwijzing bemoedigde de kunsthistoricus prof. Gé Röling Haas aan toch haar kunstenaarsambities voort te zetten. Haas debuteerde in 1971 met de surrealistische tekeningen Sardiertjes in Galerie Facet te Amsterdam. Na de scheiding van haar eerste echtgenoot werd Wagenaar eind jaren zeventig haar levenspartner; hij bleef bij haar wonen tot zijn dood in 1999. Haas inspireerde Wagenaar weer tot hervatting van zijn surrealistische schilderkunst. Wagenaar was met schilderen gestopt nadat zijn werk vernietigd was door de bezetters tijdens de Tweede Wereldoorlog. Haas maakte deel uit van "De Surrealisten", een gezelschap van schrijvers en schilders, onder wie kunstschilder Louis Wijmans (1905-1994), Willem Wagenaar en Louis Th. Lehmann, dat maandelijks bijeenkomsten hield in Amsterdam, waaronder in haar atelier. Wagenaar werd in de laatste drie jaren van zijn leven slecht ter been, en Jacoba verzorgde hem. Hierdoor moest ze noodgedwongen thuisblijven. In deze periode schilderde ze haar dansende vrouwen om zichzelf "vrij te schilderen". Deze expressionistische werken bestaan uit een mengeling van abstracte en figuratieve elementen. Samen met Wagenaar produceerde Haas in 1990 een kunstwerk voor het Dutch Interiors-project voor de 18e Tokyo Biënnale in Japan. Het kunstwerk werd tentoongesteld in het Tokyo Metropolitan Art Museum en het Kyoto Municipal Museum of Art en in het Centraal Museum in Utrecht.
Het oeuvre van Haas varieerde van surrealistische taferelen, impressionistische landschappen tot magisch-realistische portretten. Haas' vroegste werk bestaat uit naïeve sprookjesachtige taferelen. Haar eerst geëxposeerde werk in 1971, de inkttekeningen Sardiertjes, had echter een beklemmende uitstraling, in deze periode was haar leven psychisch zwaar. Na haar scheiding van haar eerste echtgenoot en met het samenwonen met Willem Wagenaar eind jaren zeventig voelde Jacoba zich bevrijd als persoon en kunstenaar. Vanaf die periode werd vrijheid het centrale thema in Jacoba's werk. Haar oeuvre werd sindsdien gekenmerkt door zelfportretten met autobiografische en symbolistische elementen, waarin vrijheid, dans en vrouwelijke sensualiteit centraal staan. Zo maakte ze begin jaren tachtig een reeks zelfportretten met dieren en later met dansen. In dit werk wordt vrijheid geuit in dichterlijke Arabische teksten, symbolistische thema's uit Griekse en Egyptische mythologie en extatische gezichtsexpressies. Perspectivische vertekening van lichamen zoals door Joop Moesman, waarmee zij en Wagenaar bevriend was, inspireerde Haas in haar vroege schilderijen, terwijl de intensiteit en expressie van haar portretten onder andere geïnspireerd werden door Frida Kahlo.
Haas heeft haar werken o.a. tentoongesteld in de Stopera van Amsterdam, Hotel De Wereld in Wageningen, Het surrealistische Kabinet Hendrik Beekman in Marrum en in verschillende galeries in Caïro en in Centraal Frankrijk. Haas bezocht sinds de jaren tachtig in de zomermaanden het departement de Creuse, in Frankrijk. Daar schilderde zij het landschap en nam actief deel aan exposities en culturele evenementen. Haas vestigde zich in dit gebied omdat ze geïnspireerd was door de schrijfster George Sand en de impressionistische schilder Claude Monet die ook in deze regio werkten. In 2004 was Haas een eregast van het jaarlijkse kunstfestival d'Arts et Lettres "Le chant de l'eau" dat in de Creuse gehouden wordt. In 2014 een van Haas' werken gepubliceerd op een nationale postzegel van Frankrijk. Haas portretteerde onder andere de schilders Willem Wagenaar, Joop Moesman, Louis Wijnbergen en Gé Röling; schrijvers en dichters Simon Vinkenoog en Louis Th. Lehmann; en de filmer Emiel van Moerkerken. Haas schilderde leden van "De Surrealisten" in een groepsportret getiteld Het Laatste Avondmaal. Haar werk verscheen in verschillende boeken over kunsttechnieken van Het Spectrum en Lekturama. Haas ontving voor haar inzet in de kunsten in Nederland tot haar overlijden een jaarlijkse staatstoelage uit de eregeld-regeling voor beeldende kunstenaars.

## Het Laatste Avondmaal
Het groepsportret Het Laatste avondmaal ontwierp Haas in 1993 tijdens een van de bijeenkomsten van het surrealistische genootschap. Weergegeven zijn de "Nederlandse Surrealisten", de dichter Louis Th. Lehmann (1920-2012), kunstenaar Louis Wijmans (1905-1994), een anonieme figuur, kunstenaar Joop Moesman (1909-1988), Jacoba Haas zelf (1946-2018), kunstenaar Willem Wagenaar (1907-1999), batafysicus Bastiaan van der Velden, Moesman-kenner en kunstenaar Her de Vries, kunstenaar Rogier Otto, kunstenaar Hendrik Beekman, en filmer en fotograaf Emiel van Moerkerken (1916-1995). Jacoba Haas schetste tijdens de bijeenkomsten de personages met pen, en liet hen vervolgens poseren voor het schilderij, waar ze met zwart grafiet voorstudies van de personages tekende. Daarna schilderde ze de personages op doek.